# Рейссельберге, Тео ван
Теодор ван Рейссельберге (фр. Théo Van Rysselberghe; 23 ноября 1862[…], Гент — 14 декабря 1926[…], Ле-Лаванду) — бельгийский художник-пуантилист.

## Биография
Тео ван Рейссельберге был младшим братом архитектора Октава ван Рейссельберге. Будущий художник учился вместе с Джеймсом Энсором в брюссельской Академии художеств. Его учителем в академии был Жан-Франсуа Портель, художник-ориенталист, представитель классицизма и романтизма. Ранние работы Тео ван Рейссельберге, выставленные в брюссельском салоне в 1881 году, указывают на влияние Эдуарда Мане и Эдгара Дега.
В 1882 году художник совершает длительное путешествие по Испании и Марокко, где пишет экзотические полотна. В 1883 году он является одним из основателей группы ХХ, объединившей художников-авангардистов; участвует в развитии художественных связей между Францией и Бельгией. Во время одной из своих поездок в Париж ван Рейссельберге знакомится с Жоржем Сёра и его пуантилистской техникой живописи, оказавшей на творчество бельгийца огромное влияние. Ван Рейссельберге писал как пуантилист с 1890 до 1910 года. Джон Ревалд так описывал его метод работы: «Тео ван Риссельберг пытался сочетать на одном полотне точки разных размеров, обрабатывая задний план и другие большие поверхности точками более крупными, чем те, которые он применял для деталей, в частности для лиц моделей; в последнем случае он пользовался крохотными точками, дающими возможность более тонкой моделировки. При таком методе мелкие точки на определённом расстоянии совершенно исчезали, в то время как более крупные были отчетливо видны», В 1897 году он переезжает в Париж. Лишь после смерти своего учителя и друга Ж. Сёра он постепенно отходит от пуантилизма. В 1910 году художник переселяется на средиземноморское побережье Франции и в последние свои годы пишет в основном женские ню.
Кроме живописи, Тео ван Рейссельберге занимался графическим искусством, в частности, ему принадлежат иллюстрации к текстам бельгийского поэта и драматурга, одного из основателей символизма Эмиля Верхарна. Сходным образом, используя инициалы, арабески и иллюстрацию, ван Рейссельберге украшает некоторые каталоги выставки Общества XX.
В конце своей жизни художник также обратился к портретной скульптуре, работая над бронзовой головой Андре Жида.
Ван Рейссельберге умер в Сен-Клер 14 декабря 1926 года и был похоронен на кладбище Ле-Лаванду, рядом со своим другом, художником Анри-Эдмоном Кроссом.
Большая часть работ одного из величайших художников-неоимпрессионистов до сих пор хранится в частных коллекциях, и их можно увидеть достаточно редко. В ноябре 2005 года работа Тео Ван Рейссельберге «Port De Cette» (1892) была продана за рекордные 2,6 млн евро на аукционе Sotheby’s в Нью-Йорке.